# Tour de Pologne 2018 – 4. etap
4. etap kolarskiego wyścigu Tour de Pologne 2018 odbył się 7 sierpnia. Start etapu miał miejsce w Jaworznie natomiast meta w Szczyrku. Etap liczył 179 kilometrów.

## Premie
Na 4. etapie będą następujące premie:
| Rodzaj | Rodzaj          | Miejscowość (z okazji)                 | Kilometry (od startu) | Kilometry (do mety) |
| ------ | --------------- | -------------------------------------- | --------------------- | ------------------- |
|        | Lotna           | Mysłowice                              | 10,6 km               | 168,4 km            |
|        | Lotna           | Chełm Śląski                           | 19,9 km               | 150,1 km            |
|        | Lotna           | Wilamowice                             | 49,6 km               | 120,4 km            |
|        | Górska (I kat.) | Salmopol 90-lecie Salmopola w Szczyrku | 109,5 km              | 70,5 km             |
|        | Górska (I kat.) | Zameczek                               | 124,1 km              | 54,9 km             |
|        | Górska (I kat.) | Zameczek                               | 144,0 km              | 35,0 km             |
|        | Specjalna       | Wisła                                  | 154,1 km              | 24,9 km             |
|        | Górska (I kat.) | Salmopol 90-lecie Salmopola w Szczyrku | 167,9 km              | 11,1 km             |

### Wyniki
| Lotna – Mysłowice |                    |        |        |
| Miejsce           | Zawodnik           | Zespół | Punkty |
| 1.                | Jan Tratnik        | CCC    | 3      |
| 2.                | Marek Rutkiewicz   | POL    | 2      |
| 3.                | Bert Van Lerberghe | COF    | 1      |

| Lotna – Chełm Śląski |                    |        |        |
| Miejsce              | Zawodnik           | Zespół | Punkty |
| 1.                   | Jan Tratnik        | CCC    | 3      |
| 2.                   | Marek Rutkiewicz   | POL    | 2      |
| 3.                   | Bert Van Lerberghe | COF    | 1      |

| Lotna – Wilamowice |                    |        |        |
| Miejsce            | Zawodnik           | Zespół | Punkty |
| 1.                 | Jan Tratnik        | CCC    | 3      |
| 2.                 | Marek Rutkiewicz   | POL    | 2      |
| 3.                 | Bert Van Lerberghe | COF    | 1      |

| Górska – Salmopol |                    |        |        |
| Miejsce           | Zawodnik           | Zespół | Punkty |
| 1.                | Jan Tratnik        | CCC    | 10     |
| 2.                | Marek Rutkiewicz   | POL    | 7      |
| 3.                | Bert Van Lerberghe | COF    | 5      |
| 4.                | Łukasz Wiśniowski  | SKY    | 3      |
| 5.                | Léo Vincent        | GFC    | 2      |

| Górska – Zameczek |                  |        |        |
| Miejsce           | Zawodnik         | Zespół | Punkty |
| 1.                | Jan Tratnik      | CCC    | 10     |
| 2.                | Marek Rutkiewicz | POL    | 7      |
| 3.                | Sander Armee     | LTS    | 5      |
| 4.                | Hector Carretero | MOV    | 3      |
| 5.                | Ian Stannard     | SKY    | 2      |

| Górska – Zameczek |                |        |        |
| Miejsce           | Zawodnik       | Zespół | Punkty |
| 1.                | Jan Tratnik    | CCC    | 10     |
| 2.                | Georg Preidler | GFC    | 7      |
| 3.                | Ivan Rovny     | GAZ    | 5      |
| 4.                | Patrick Konrad | BOH    | 3      |
| 5.                | Jorge Arcas    | MOV    | 2      |

| Specjalna – Wisła |             |        |        |
| Miejsce           | Zawodnik    | Zespół | Punkty |
| 1.                | Jan Tratnik | CCC    | –      |

| Górska – Salmopol |                    |        |        |
| Miejsce           | Zawodnik           | Zespół | Punkty |
| 1.                | Pawieł Siwakow     | SKY    | 10     |
| 2.                | Salvatore Puccio   | SKY    | 7      |
| 3.                | Michał Kwiatkowski | SKY    | 5      |
| 4.                | Sergio Henao       | SKY    | 3      |
| 5.                | Fabio Aru          | UAD    | 2      |

## Wyniki etapu
| Miejsce | Zawodnik           | Państwo       | Zespół                                   | Czas       | Bon.  | Pkt. |
| ------- | ------------------ | ------------- | ---------------------------------------- | ---------- | ----- | ---- |
| 1.      | Michał Kwiatkowski | Polska        | Team Sky                                 | 4h 25' 44" | -10 s | 20   |
| 2.      | Dylan Teuns        | Belgia        | BMC Racing Team                          | + 3"       | -6 s  | 19   |
| 3.      | George Bennett     | Nowa Zelandia | Team LottoNL-Jumbo                       | + 3"       | -4 s  | 18   |
| 4.      | Sergei Chernetski  | Rosja         | Astana Pro Team                          | + 3"       | —     | 17   |
| 5.      | Daniel Moreno      | Hiszpania     | EF Education First–Drapac p/b Cannondale | + 3"       | —     | 16   |
| 6.      | Thibaut Pinot      | Francja       | Groupama-FDJ                             | + 3"       | —     | 15   |
| 7.      | Sam Oomen          | Holandia      | Team Sunweb                              | + 6"       | —     | 14   |
| 8.      | Enrico Gasparotto  | Włochy        | Bahrain-Merida                           | + 6"       | —     | 13   |
| 9.      | Sergio Henao       | Kolumbia      | Team Sky                                 | + 6"       | —     | 12   |
| 10.     | Davide Formolo     | Włochy        | Bora-Hansgrohe                           | + 6"       | —     | 11   |

## Klasyfikacje po 4. etapie

### Klasyfikacja generalna
| Miejsce | Zawodnik           | Państwo       | Zespół                                   | Czas        |
| ------- | ------------------ | ------------- | ---------------------------------------- | ----------- |
|         | Michał Kwiatkowski | Polska        | Team Sky                                 | 13h 51' 22" |
| 2.      | Dylan Teuns        | Belgia        | BMC Racing Team                          | + 8"        |
| 3.      | George Bennett     | Nowa Zelandia | Team LottoNL-Jumbo                       | + 10"       |
| 4.      | Sergei Chernetski  | Rosja         | Astana Pro Team                          | + 14"       |
| 5.      | Thibaut Pinot      | Francja       | Groupama-FDJ                             | + 14"       |
| 6.      | Daniel Moreno      | Hiszpania     | EF Education First–Drapac p/b Cannondale | + 14"       |
| 7.      | Sam Oomen          | Holandia      | Team Sunweb                              | + 17"       |
| 8.      | Enrico Gasparotto  | Włochy        | Bahrain-Merida                           | + 17"       |
| 9.      | Emanuel Buchmann   | Niemcy        | Bora-Hansgrohe                           | + 17"       |
| 10.     | Fabio Aru          | Włochy        | UAE Team Emirates                        | + 17"       |

### Klasyfikacja punktowa
| Miejsce | Zawodnik         | Państwo  | Zespół            | Punkty |
| ------- | ---------------- | -------- | ----------------- | ------ |
|         | Álvaro Hodeg     | Kolumbia | Quick-Step Floors | 58     |
| 2.      | Giacomo Nizzolo  | Włochy   | Trek-Segafredo    | 50     |
| 3.      | Pascal Ackermann | Niemcy   | Bora-Hansgrohe    | 49     |
| 4.      | Matteo Trentin   | Włochy   | Mitchelton-Scott  | 42     |
| 5.      | Simone Consonni  | Włochy   | UAE Team Emirates | 38     |

### Klasyfikacja górska
| Miejsce | Zawodnik         | Państwo  | Zespół                | Punkty |
| ------- | ---------------- | -------- | --------------------- | ------ |
|         | Jan Tratnik      | Słowenia | CCC Sprandi Polkowice | 30     |
| 2.      | Marek Rutkiewicz | Polska   | Reprezentacja Polski  | 14     |
| 3.      | Pawieł Siwakow   | Rosja    | Team Sky              | 10     |
| 4.      | Georg Preidler   | Austria  | Groupama-FDJ          | 7      |
| 5.      | Salvatore Puccio | Włochy   | Team Sky              | 7      |

### Klasyfikacja najaktywniejszych
| Miejsce | Zawodnik         | Państwo  | Zespół                | Punkty |
| ------- | ---------------- | -------- | --------------------- | ------ |
|         | Jenthe Biermans  | Belgia   | Team Katusha-Alpecin  | 17     |
| 2.      | Jan Tratnik      | Słowenia | CCC Sprandi Polkowice | 9      |
| 3.      | Marek Rutkiewicz | Polska   | Reprezentacja Polski  | 6      |
| 4.      | Michał Paluta    | Polska   | CCC Sprandi Polkowice | 6      |
| 5.      | Kamil Gradek     | Polska   | CCC Sprandi Polkowice | 5      |

### Klasyfikacja drużynowa
| Miejsce | Zespół            | Państwo           | Czas        |
| ------- | ----------------- | ----------------- | ----------- |
|         | BMC Racing Team   | Stany Zjednoczone | 41h 35' 21" |
| 2.      | Astana Pro Team   | Kazachstan        | + 10"       |
| 3.      | Quick-Step Floors | Belgia            | + 13"       |
| 4.      | Ag2r-La Mondiale  | Francja           | + 18"       |
| 5.      | Bora-Hansgrohe    | Niemcy            | + 20"       |